# Rivolet
Rivolet är en kommun i departementet Rhône i regionen Auvergne-Rhône-Alpes i östra Frankrike. Kommunen ligger i kantonen Gleizé som tillhör arrondissementet Villefranche-sur-Saône. År 2022 hade Rivolet 588 invånare.

## Befolkningsutveckling
Antalet invånare i kommunen Rivolet
| Referens: INSEE |